# Дітер Коттіш
Дітер Коттіш (нім. Dieter Kottysch; 30 червня 1943 — 9 квітня 2017) — німецький боксер, виступав за збірну ФРН, олімпійський чемпіон 1972 року.

## Аматорська кар'єра
Олімпійські ігри 1968 
- 1/32 фіналу. Переміг Маурі Сааріваіно (Фінляндія) RSC
- 1/16 фіналу. Програв Володимиру Мусалімову (СРСР) 0-5

Олімпійські ігри 1972 
- 1/16 фіналу. Переміг Боніфаціо Авілу (Колумбія) KO
- 1/8 фіналу. Переміг Евангелоса Ойкономакоса (Греція) 5-0
- 1/4 фіналу. Переміг Мохамеда Маєрі (Туніс) 5-0
- 1/2 фіналу. Переміг Алана Мінтера (Велика Британія) 3-2
- Фінал. Переміг Веслава Рудковського (Польща) 3-2